# Gare de Jørstad
La gare de Jørstad  est une gare ferroviaire norvégienne de la ligne du Nordland, située au hameau de Jørstad (no) sur le territoire de la commune de Snåsa dans le comté et région de Trøndelag.
Mise en service en 1926, c'était une station voyageurs et marchandises avec un bâtiment désaffecté du service ferroviaire des voyageurs mais toujours présent.
C'est un simple point d'arrêt de la Norges Statsbaner (NSB).

## Situation ferroviaire
Établie à 52 mètres d'altitude, la gare de Jørstad est située au point kilométrique (PK) 173,57 de la ligne du Nordland (voie unique), entre les gares ouvertes de Steinkjer et de Snåsa.
Ancienne gare avec plusieurs voies, elle ne dispose plus que de la voie de passage ce qui a nécessité l'aménagement d'un quai en bois entre l'ancien quai et la voie unique actuelle (voir photographie).

## Histoire
La station de Jørstad est mise en service le 30 octobre 1926, lorsque la ligne est ouverte à l'exploitation jusqu'à Snåsa.
Elle devient un simple arrêt le 3 septembre 1984.
Un abri de quai neuf y est installé en 2010.

## Service des voyageurs

### Accueil
Halte NSB, c'est un point d'arrêt non géré (PANG) à entrée libre, avec comme unique équipement un abri de quai,.

### Desserte
Jørstad est desservie par des trains de la relation Trondheim à Bodø. 

### Intermodalité
Un parking pour les véhicules y est aménagé.

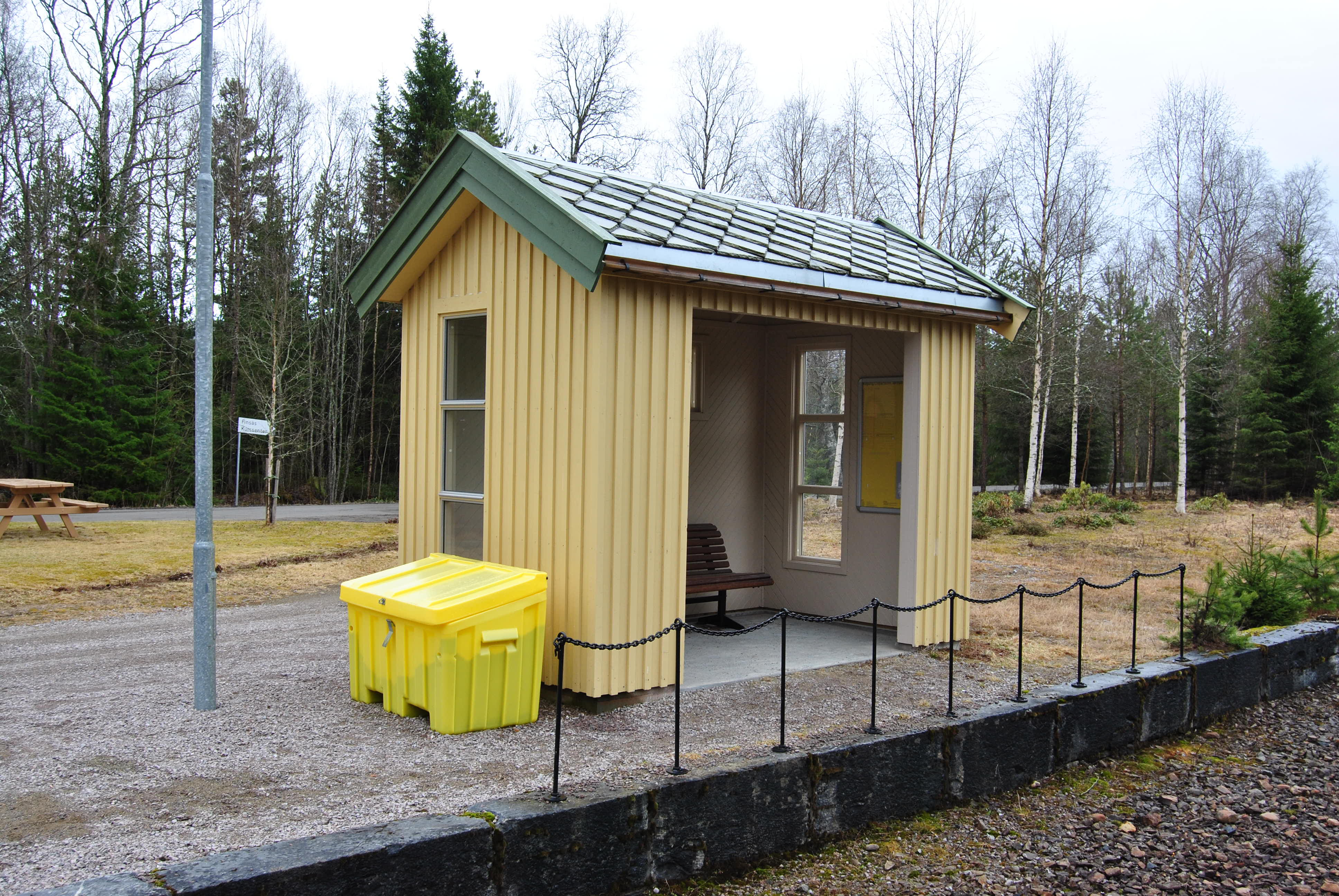
Abri
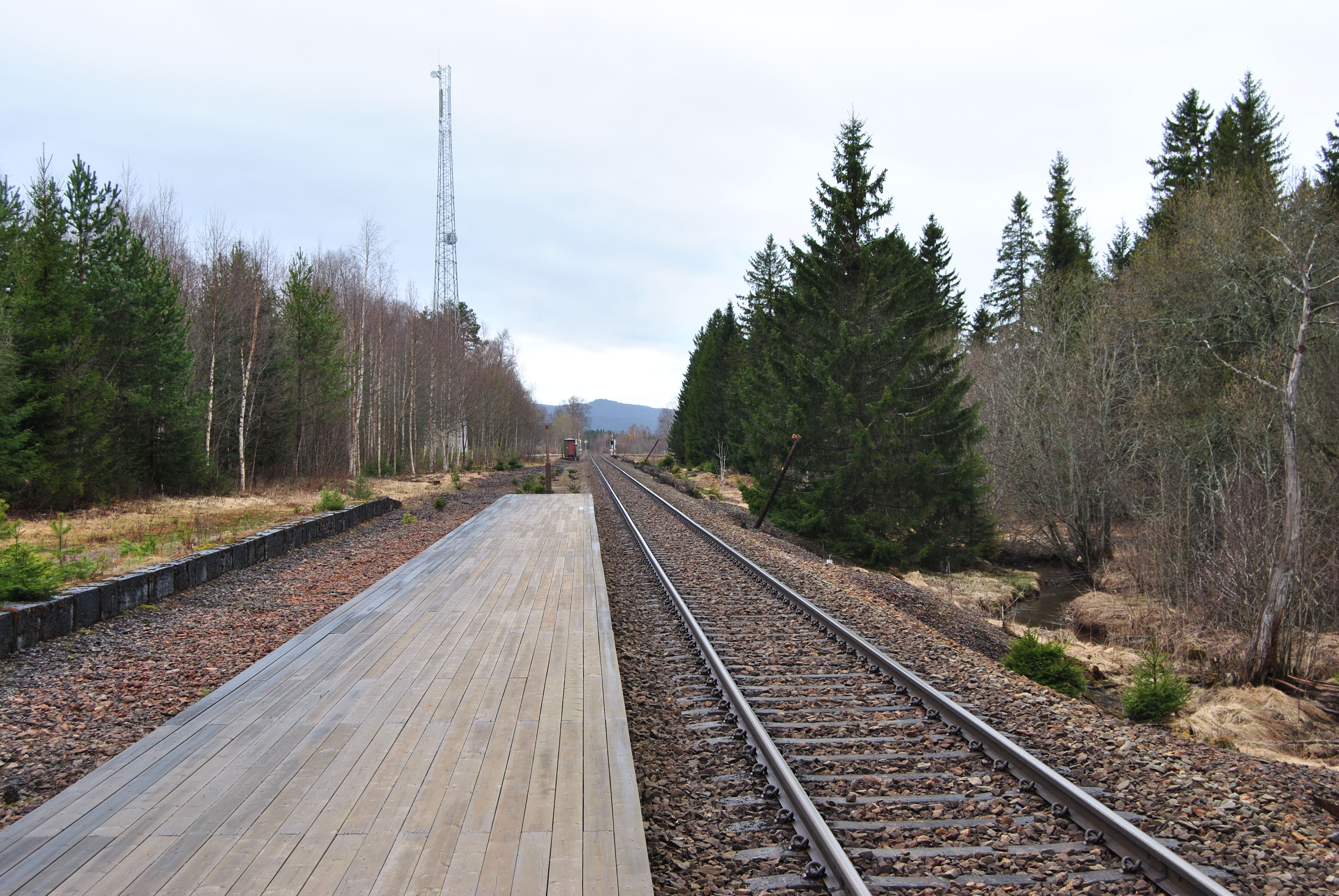
Voie et quai.

## Patrimoine ferroviaire
L'ancien bâtiment de la gare inutilisé pour le service des voyageurs.